# New Zealand State Highway 30
Der New Zealand State Highway 30 (auch State Highway 30 oder in Kurzform SH 30) ist eine Fernstraße von nationalem Rang auf der Nordinsel von Neuseeland.

## Strecke
Der SH 30 beginnt am New Zealand State Highway 3 bei Te Kūiti und verläuft in südöstlicher Richtung parallel zum südlicher gelegenen New Zealand State Highway 4. Nahe Benneydale knickt er nach Osten bis zur Ortschaft Pureora ab und durchläuft den Pureora Forest Park. Im Anschluss führt er südlich an Mangakino vorbei und am Ufer des Waikato River entlang, wobei er den New Zealand State Highway 32 und New Zealand State Highway 1 kreuzt. Von Atiamuri aus entfernt er sich vom Fluss in nordöstlicher Richtung bis nach Rotorua. Er durchläuft den Südosten der Stadt, wo er den New Zealand State Highway 5 kreuzt und der New Zealand State Highway 30A abgeht, und führt am Südostufer des Lake Rotorua und im Süden weiterer Seen entlang bis in den Norden von Kawerau, wohin der New Zealand State Highway 34 führt. Von dort geht es in nordöstlicher Richtung bis nach Whakatāne, wo der Whakatāne River in die Bay of Plenty mündet.